# Carl Friedrich Hollmann
August Carl Friedrich Hollmann (* 31. Dezember 1776 in Uetz-Paaren; † 27. Mai 1858 in Berlin) war ein deutscher Kaufmann, Kommunalpolitiker und Mäzen.

## Leben und Wirken

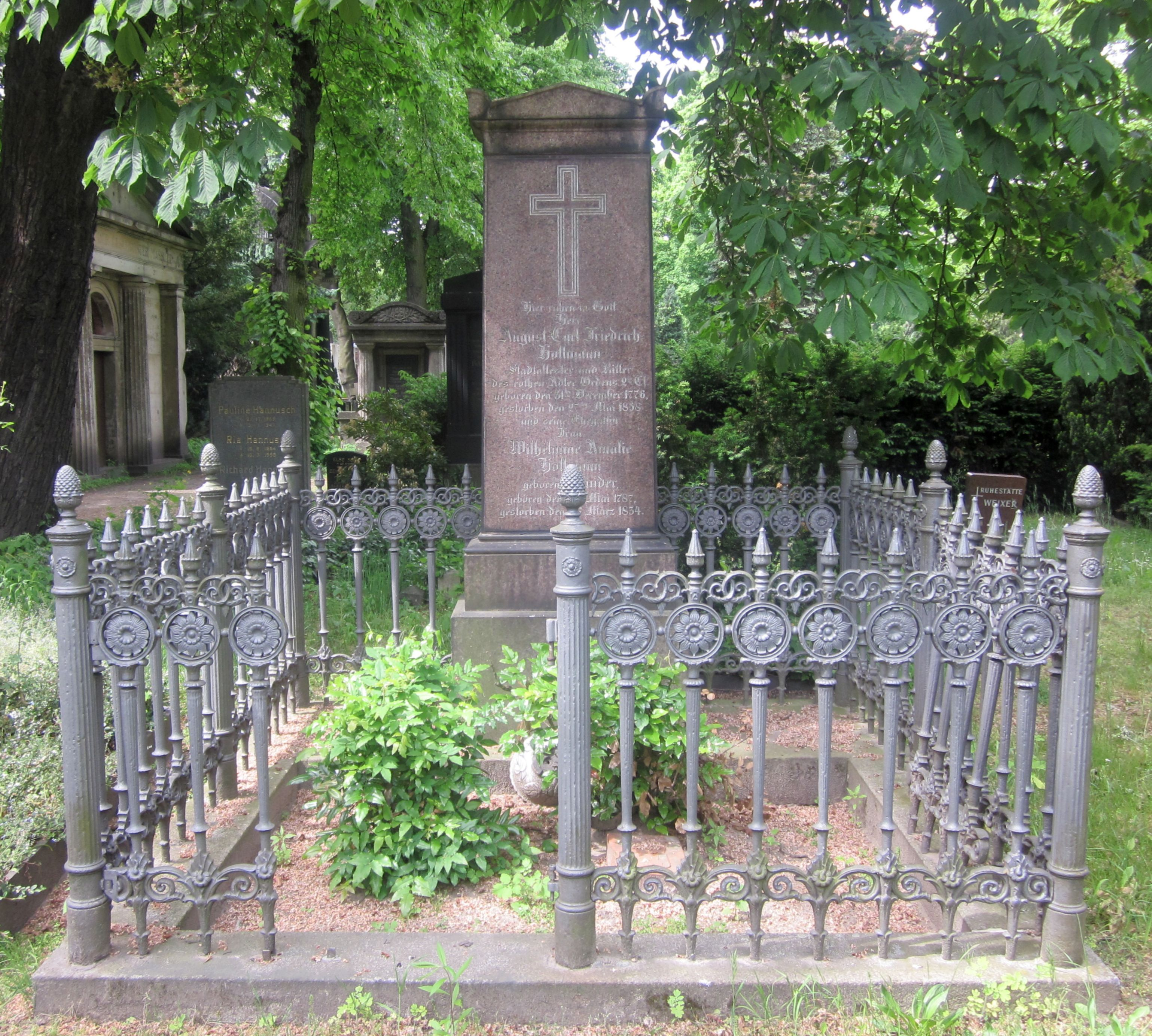
Ehrengrab August Carl Friedrich Hollmann

Carl Friedrich Hollmann war der Sohn eines armen Landpredigers. In Berlin machte er von 1790 an eine Ausbildung in einem Tuchgeschäft und wurde mit Hilfe eines wohlhabenden Onkels ein vermögender Tuch- und Seidenhändler. Sein Geschäft befand sich ab 1801 an der Contrescarpe 8 (heute Münzstraße). Das sich auf hunderttausende belaufende Vermögen steckte er ganz und gar in wohltätige Einrichtungen, da seine Ehe mit Wilhelmine Amalie geb. Zander (1787–1834) kinderlos war.
Von 1820 bis 1848 war er Mitglied des Berliner Magistrats und erhielt 1848 den Ehrentitel Stadtältester. Er war 1825 Gründer des Vereins zur Erziehung sittlich verwahrloster Kinder. 1829 gründete er die Wilhelminen-Amalien-Stiftung, für die in den Jahren 1837 bis 1839 in der Linienstraße 163–165 das erste Stiftshaus entstand. Die Erweiterungen am Koppenplatz 11 entstanden in den Jahren 1850 bis 1875. Aufgabe der Stiftung war Witwen und Frauen aus dem höheren und mittleren Bürgerstand einen ruhigen Lebensabend zu ermöglichen. 1839 schenkte Hollmann dem Luisenstift, einer Einrichtung für verwahrloste und arme Kinder, ein Gebäude in der Husarenstraße 15. Der Verein zur Fürsorge für erwachsene Blinde entstand 1856 ebenfalls durch seine Mitwirkung und erhielt ein von ihm erworbenes Haus in der Wilhelmstraße 4.
Hollmann hatte testamentarisch die Wilhelminen-Amalien-Stiftung zur Universalerbin seines Vermögens eingesetzt. Er wurde begraben auf dem Friedhof III der Jerusalems- und Neuen Gemeinde vor dem Halleschen Tor am Mehringdamm, Abt. 3/1-15-4/5 (Ehrengrab).

## Ehrungen
- 1836 wurde ihm der Rote Adlerorden dritter Klasse mit Schleife verliehen.
- 1848 wurde ihm der Rote Adlerorden zweiter Klasse mit Eichenlaub verliehen.
- Am 2. Mai 1857 wurde ihm zu Ehren die Husarenstraße in Kreuzberg in Hollmannstraße umbenannt.[4][5]